# Траутенберг, Леопольд фон
Барон Леопольд фон Траут(т)енберг (нем. Leopold von Traut(t)enberg; 15 июля 1761, Моравия — 3 января 1814, Берн) — австрийский фельдмаршал-лейтенант (генерал-лейтенант; 1811), кавалер военного ордена Марии Терезии (1797), командир дивизии в корпусе Шварценберга во время похода Наполеона в Россию в 1812 году. 

## Биография
Родился в 1761 году в австрийской Моравии. Выходец из дворянской семьи фон Траутенберг (нем.; нем. Trautenberg), изначально происходившей из Франконии. В  начале Войны за баварское наследство в 1778 вступил юнкером в один из пехотных полков австрийской армии. Отличился в ходе Войны первой коалиции в бою 16 марта 1797 года, когда сумел восстановить боевой порядок двух отступающих пехотных батальонов и повести их в атаку. По представлению австрийского командующего, эрцгерцога Карла, был награждён орденом Марии Терезии, возведён в баронское достоинство и повышен в чине до майора.
Во время Войны второй коалиции в звании подполковника в апреле 1799 года попал в плен в сражении при Маньяно, но вскоре был обменян, вернулся в армию и за храбрость в следующих сражениях повышен до полковника. В 1800 году стал командиром полка, в котором когда-то начал свою службу.
В 1807 году был повышен до генерал-майора и назначен командиром бригады. В войне между Австрией и Герцогством Варшавским, 2 мая 1809 года один из полков его бригады потерял две трети личного состава в результате ночной атаки поляков под командованием генерала Михаила Сокольницкого в окрестностях Гуры-Кальварии. 
В 1811 году был повышен до фельдмаршал-лейтенанта. В 1812 году был назначен командиром одной из пехотных дивизий корпуса Шварценберга, который был отправлен действовать против 3-й армии А. П. Тормасова совместно с саксонским корпусом Ренье. 
В 1813 году, вместе со всей австрийской армией, сражался против Наполеона как союзник России. В 1813 году был сильно контужен в сражении при Ганау. Еще не полностью оправившись от контузии, отправился инспектировать военный госпиталь в Берне, где заразился и умер.